# Саломе (певица)
Саломе́ (исп. Salomé, настоящее имя Мария Роса Марко, исп.  Maria Rosa Marco; род. 21 июня 1939, Барселона) — испанская певица, победительница конкурса песни «Евровидение» 1969 года.
Начала свою карьеру на барселонском радио, затем перешла на телевидение. В 1962 году победила на музыкальном Фестивале Средиземноморья.
Стала победительницей конкурса песни «Евровидение» в 1969 году с песней Vivo Cantando, исполненной в сопровождении мужского трио Los Valldemosa, разделив первое место с тремя другими исполнителями. Победную песню Саломе записала на восьми языках. Платье певицы, в котором она выступала на «Евровидении», было выполнено из фарфора и весило 14 кг.

## Дискография

### Альбомы
- Salome (1968)
- El cant dels ocells (1968)
- Vivo cantando (1969)
- Canta Manzanero (1970)
- Sardanes cantades (Vol. I) (1971)
- Salome (1972)
- Salome canta temas clasicos (1973)
- Dejame volver (1974)
- Sardanes cantades (Vol. II) (1974)
- Mexico (1976)
- Els segadors (1976)
- Salome canta a los clasicos (1977)
- Les nostres cancons (1978)
- Catalunya meva (1980)
- Ahi va (1988)
- Mas (1991)